# Nouainville
Nouainville és un municipi francès situat al departament de la Manche i a la regió de Normandia. L'any 2007 tenia 465 habitants.

## Demografia

### Població
El 2007 la població de fet de Nouainville era de 465 persones. Hi havia 166 famílies de les quals 28 eren unipersonals (20 homes vivint sols i 8 dones vivint soles), 53 parelles sense fills, 81 parelles amb fills i 4 famílies monoparentals amb fills.
La població ha evolucionat segons el següent gràfic:
Habitants censats

### Habitatges
El 2007 hi havia 178 habitatges, 172 eren l'habitatge principal de la família, 1 era una segona residència i 5 estaven desocupats. Tots els 178 habitatges eren cases. Dels 172 habitatges principals, 151 estaven ocupats pels seus propietaris, 17 estaven llogats i ocupats pels llogaters i 4 estaven cedits a títol gratuït; 1 tenia una cambra, 6 en tenien dues, 12 en tenien tres, 42 en tenien quatre i 111 en tenien cinc o més. 155 habitatges disposaven pel capbaix d'una plaça de pàrquing. A 42 habitatges hi havia un automòbil i a 122 n'hi havia dos o més.

### Piràmide de població
La piràmide de població per edats i sexe el 2009 era:
| Homes | Edats   | Dones |
| ----- | ------- | ----- |
| 0     | 95 o +  | 0     |
| 0     | 90 a 94 | 0     |
| 0     | 85 a 89 | 0     |
| 4     | 80 a 84 | 0     |
| 4     | 75 a 79 | 4     |
| 8     | 70 a 74 | 4     |
| 4     | 65 a 69 | 0     |
| 0     | 60 a 64 | 8     |
| 16    | 55 a 59 | 0     |
| 16    | 50 a 54 | 20    |
| 20    | 45 a 49 | 20    |
| 28    | 40 a 44 | 24    |
| 44    | 35 a 39 | 32    |
| 12    | 30 a 34 | 20    |
| 4     | 25 a 29 | 8     |
| 16    | 20 a 24 | 12    |
| 28    | 15 a 19 | 12    |
| 36    | 10 a 14 | 28    |
| 32    | 5 a 9   | 28    |
| 16    | 0 a 4   | 16    |

## Economia
El 2007 la població en edat de treballar era de 344 persones, 238 eren actives i 106 eren inactives. De les 238 persones actives 224 estaven ocupades (124 homes i 100 dones) i 14 estaven aturades (5 homes i 9 dones). De les 106 persones inactives 41 estaven jubilades, 48 estaven estudiant i 17 estaven classificades com a «altres inactius».

### Ingressos
El 2009 a Nouainville hi havia 165 unitats fiscals que integraven 472,5 persones, la mediana anual d'ingressos fiscals per persona era de 20.816 €.

### Activitats econòmiques
Dels 5 establiments que hi havia el 2007, 1 era d'una empresa de fabricació d'altres productes industrials, 1 d'una empresa de construcció, 1 d'una empresa de transport, 1 d'una empresa de serveis i 1 d'una entitat de l'administració pública.
L'únic servei als particulars que hi havia el 2009 era una lampisteria.
L'any 2000 a Nouainville hi havia 14 explotacions agrícoles.

## Poblacions més properes
El següent diagrama mostra les poblacions més properes.